# Пратипа
Пратипа (санскр. प्रतीप) — легендарный царь из Лунной Династии согласно индуистской мифологии. Он был отцом Шантану и дедом Бхишмы. Он упоминается в индуистском эпосе Махабхарата.

## Происхождение и семья
Согласно Бхагавата-, Вишну-, Матсья-, Бхавишья- и Ваю- пуране, Пратипа был правнуком Бхимасены и сыном Дилипы. Однако, согласно Махабхарате, он был сыном царя Бхимасены и принцессы Сукумари из Кайкейи. Он женился на Сунанде из Шиби, которая от него родила Девапи и Шантану.

## Встреча с Гангой
Однажды царь Пратипа медитировал на берегу реки Ганг и пел молитвы. Богиня реки появилась после того, как получила проклятие от Брахмы со Сваргалоки. Ганга пришла и села на правое колено Пратипы, и его медитация прервалась. Ганга считала Пратипу тем Махибхишей, что был проклят вместе с ней. И она попросила Пратипу жениться на ней. Пратипа сказал, что, поскольку Ганга сидела у него на правом колене, предназначенном для дочери или жены сына, ей придется подождать, пока у Пратипы не родится сын. Поэтому он предложил Ганге выйти замуж за его сына. Ганга согласилась подождать и сказала, что Пратипа должен сообщить своему сыну, что она выйдет замуж при одном условии: сын Пратипы не должен знать, кто она такая, и подвергать сомнению её поведение, после чего Ганга исчезла. В то время у Пратипы и его жены ещё не было детей, но после того, как они совершили несколько аскез, у них родился сын Шантану. Позже он женился на Ганге и стал отцом Девавраты или Бхишмы.